# Elijah Cummings
Pour les articles homonymes, voir Cummings.
Elijah Eugene Cummings, né le 18 janvier 1951 à Baltimore et mort le 17 octobre 2019 dans la même ville, est un homme politique américain, élu démocrate du Maryland à la Chambre des représentants des États-Unis de 1996 à 2019.

## Biographie

### Jeunesse et formation
Elijah Cummings est originaire de Baltimore. Il est admis à l'université Howard où il obtient son Bachelor Degree (Licence) en science politique puis il est admis à l'université du Maryland, où il obtient son diplôme d'avocat, le Juris Doctor.

### Carrière politique

#### Délégué du Maryland
Elijah Cummings est élu à la Chambre des délégués du Maryland en 1983. En 1996, il est le premier afro-américain à devenir président pro tempore de la Chambre.
En 2007, il prend des mesures pour encourager les jeunes afro-américains du Maryland à poursuivre des études dans l'enseignement supérieur.

#### Représentant à la Chambre des représentants des États-Unis
Le 16 avril 1996, Elijah Cummings remporte l'élection partielle à la Chambre des représentants des États-Unis, en tant que représentant du 7e district du Maryland, pour succéder à Kweisi Mfume, qui, prenant la présidence de la NAACP, s'était retiré.  
Depuis, il est réélu tous les deux ans avec plus de 69 % des voix. 
Il préside la Commission de surveillance et de contrôle des agences fédérales. 

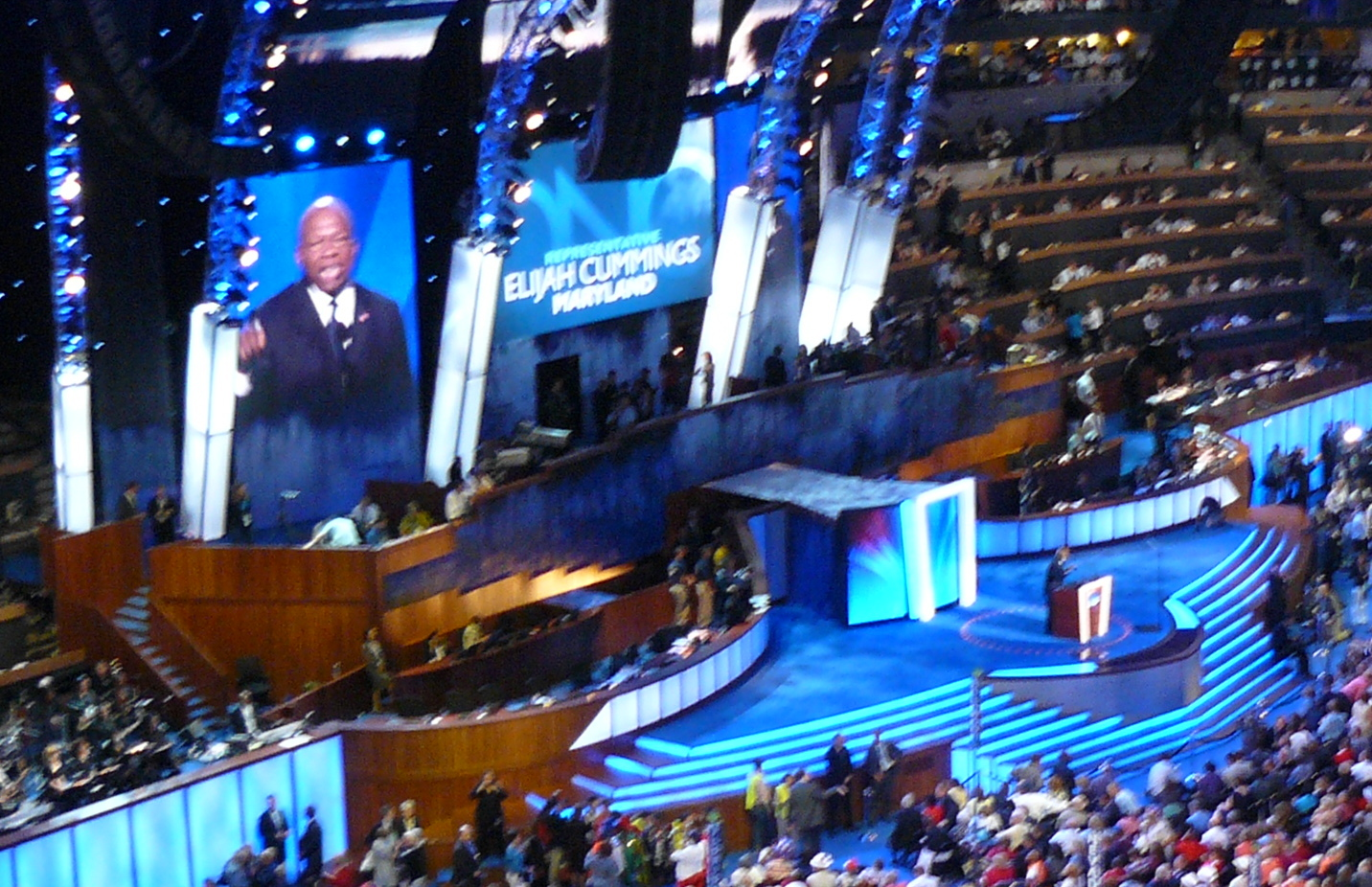
Elijah Cummings en campagne en 2008.

En 2012, il se fait connaître en dirigeant une enquête visant le scandale de la prostitution colombienne touchant des agents du Secret Service après de longues joutes avec le républicain conservateur Darrell Issa. 
En décembre 2015, il déclenche une enquête contre les pratiques du groupe pharmaceutique Valeant Pharmaceuticals en matière de prix. 

#### Relations avec Donald Trump
Depuis la victoire des démocrates aux élections de 2018, Elijah Cummings fait partie des représentants qui enquêtent sur les agissements de Donald Trump vis-à-vis des enfants émigrés, et le financement de son élection. Il dénonce le président Donald Trump, comme étant « une personne qui qualifie la vérité de mensonge ».
Le 28 juillet 2019, Donald Trump traite Elijah Cummings de raciste et qualifie « d'infestée de rats » la communauté qu'il est censé représenter à Baltimore,. Le 2 août 2019, après que la maison d'Elijah Cummings à Baltimore soit cambriolée, Donald Trump se moque de lui avec un tweet sarcastique, déploré par Nikki Haley l'ambassadrice des États-Unis auprès des Nations unies, et vivement critiqué par Nancy Pelosi, l'actuelle Présidente de la Chambre des représentants des États-Unis. Cette attaque s'ajoute à la précédente où Donald Trump traitait Elijah Cummings et l'administration de Baltimore d'incompétents quant au traitement des émeutes de 2015 liées à la mort de Freddie Gray, . Après ces attaques à répétition de Donald Trump, la communauté juive de Baltimore se mobilise pour soutenir massivement Elijah Cummings. Elijah Cummings a attendu plusieurs jours avant de répondre aux tweets de Donald Trump. Il n'a pas répondu aux sous-entendus aux relents racistes, mais a pris la défense de la population de Baltimore en insistant sur l'espoir pour les jeunes.

### Vie privée
En 2017, Elijah Cummings a dû subir deux opérations chirurgicales, l'une pour la pose d'une valve cardiaque, l'autre pour son genou atteint par la goutte.

## Actions législatives
Elijah Cummings est intervenu dans la présentation et l'adoption des lois suivantes :
- 2 février 1999 : l'Organ Donor Leave Act, H.R. 457[25],
- 13 septembre 1999 : le Federal Employees Health Benefits Children’s Equity Act of 2000, H.R. 2842[26],
- 15 mai 2000 : le To designate the facility of the United States Postal Service located at 919 West 34th Street in Baltimore, Maryland, as the “Samuel H. Lacy, Sr. Post Office Building”, H.R. 4447[27],
- 15 mai 2000 : le To designate the facility of the United States Postal Service located at 3500 Dolfield Avenue in Baltimore, Maryland, as the “Judge Robert Bernard Watts, Sr. Post Office Building”, H.R. 4448[28],
- 15 mai 2000 : le To designate the facility of the United States Postal Service located at 1908 North Ellamont Street in Baltimore, Maryland, as the “Dr Flossie McClain Dedmond Post Office Building”, H.R. 4449[29],
- 15 mai 2000 : le To designate the facility of the United States Postal Service located at 900 East Fayette Street in Baltimore, Maryland, as the “Judge Harry Augustus Cole Post Office Building”, H.R. 4450[30],
- 15 mai 2000 : le To designate the facility of the United States Postal Service located at 1001 Frederick Road in Baltimore, Maryland, as the “Frederick L. Dewberry, Jr. Post Office Building, H.R. 4451[31],
- 11 avril 2003 : la Recognizing the Dr Samuel D. Harris National Museum of Dentistry, an affiliate of the Smithsonian Institution in Baltimore, Maryland, as the official national museum of dentistry in the United States, H.J.Res. 52[32],
- 20 octobre 2005 : le To designate the facility of the United States Postal Service located at 1826 Pennsylvania Avenue in Baltimore, Maryland, as the “Maryland State Delegate Lena K. Lee Post Office Building”, H.R.4107[33],
- 20 octobre 2005 : le To designate the facility of the United States Postal Service located at 3000 Homewood Avenue in Baltimore, Maryland, as the “State Senator Verda Welcome and Dr Henry Welcome Post Office Building”, H.R. 4108[34],
- 13 janvier 2009 : le Medicaid-SCHIP Dental Benefits Improvement Act of 2009, H.R. 462[35],
- 19 juillet 2010 : le To designate the Federal building located at 6401 Security Boulevard in Baltimore, Maryland, commonly known as the Social Security Administration Operations Building, as the “Robert M. Ball Federal Building”, H.R. 5773[36],
- 7 mars 2012 : le Hatch Act Modernization Act of 2012, H.R. 4152[37],
- 27 novembre 2012 : le All Circuit Review Extension Act (en), H.R. 2229[38], [39],
- 18 mars 2013 : le Presidential and Federal Records Act Amendments of 2014, H.R. 1233[40],
- 11 mars 2014 : le All Circuit Review Extension Act, H.R. 4197[41],
- 21 juin 2016 : le Whistleblower Protections for Contractors Act, H.R. 5920[42], [43], [44],
- 23 juin 2017 : le TSP Modernization Act of 2017, H.R. 3031[45], [46].